# Hernandarias (Entre Ríos)
Hernandarias é um município da província de Entre Ríos, na Argentina.